# Iron and Steel Corporation of Great Britain
Die Iron and Steel Corporation of Great Britain war eine von 1948 bis 1953 bestehende staatliche Holdinggesellschaft in Großbritannien. Geschäftszweck war die Verwaltung der unter der Labour-Regierung von Premierminister Clement Attlee 1951 verstaatlichten Unternehmen der Eisen- und Stahlindustrie.
Die Corporation wurde 1948 auf der gesetzlichen Grundlage des „Iron and Steel Act von 1948“ gebildet, um die Verwaltung von insgesamt 107 Unternehmen zu übernehmen, die 1950/51 nationalisiert werden sollten. Da 15 dieser Firmen bereits vor dem Stichtag des 15. Februar 1951 aus der Liste der zu verstaatlichenden Unternehmen gelöscht worden waren, sei es aufgrund von Übernahmen, Zusammenschlüssen oder Konkursen, waren es schließlich 92, die unter dem Dach der Holding zusammengefasst wurden.
Nachdem die Labour Party bei der Unterhauswahl im Oktober 1951 ihre Mehrheit im House of Commons verloren und die Conservative Party die Regierung übernommen hatte, wurde die Verstaatlichung der Stahlindustrie wieder rückgängig gemacht. Der „Iron and Steel Act von 1953“ postulierte die Bildung der Iron and Steel Holding and Rationalization Agency, die die erst zwei Jahre zuvor verstaatlichten Betriebe wieder privatisieren sollte. Die Iron and Steel Corporation of Great Britain verlor damit ihre Daseinsberechtigung und wurde am 13. August 1953 liquidiert.